# 1038年
| 千纪： | 2千纪 |
| 世纪： | 10世纪 \| 11世纪 \| 12世纪 |
| 年代： | 1000年代 \| 1010年代 \| 1020年代 \| 1030年代 \| 1040年代 \| 1050年代 \| 1060年代                                                 |
| 年份： | 1033年 \| 1034年 \| 1035年 \| 1036年 \| 1037年 \| 1038年 \| 1039年 \| 1040年 \| 1041年 \| 1042年 \| 1043年                       |
| 纪年： | 戊寅年（虎年）；契丹重熙七年；北宋景祐五年，宝元元年；大理正治十二年；西夏大慶三年，天授禮法延祚元年；越南通瑞五年；日本長曆二年 |

## 大事记
- 中国
  - 1月24日——山西定襄 — 忻州一带发生7.25级地震，造成32308人死亡，5600人受伤[1]，太原西南晋祠附近悬瓮山上的悬瓮寺遭到毁坏而废弃。
  - 10月11日——党项族首领李元昊脱宋自立，国号大夏，自称西夏皇帝。
- 歐洲
  - 東羅馬帝國將軍喬治·馬尼亞克從阿拉伯人手中收復部分西西里島。

## 逝世
- 8月15日——伊什特万一世，匈牙利首位国王